# Ленка-Опатовска (гмина)
Ленка-Опатовска (пол. Łęka Opatowska) — сельская гмина (волость) в Польше, входит как административная единица в Кемпненский повет, Великопольское воеводство. Население — 5143 человека (на 2004 год).

## Административный центр
Функцию административного центра гмины исполняет село Ленка-Опатовска.

## Сельские округа
1. Бядашки
2. Кузница-Слупска
3. Липе
4. Ленка-Опатовска
5. Марянка-Семеньска
6. Опатув
7. Пяски
8. Ракув
9. Семянице
10. Шалёнка
11. Тшебень
12. Змыслёна-Слупска

## Прочие поселения
1. Границе
2. Клясак
3. Опатовец
4. Стогнев
5. Весола

## Соседние гмины
1. Гмина Баранув
2. Гмина Болеславец
3. Гмина Бычина
4. Гмина Тшциница
5. Гмина Верушув